# Ensayo y error
La expresión ensayo y error, también conocida como prueba y error o Palos de ciego, es un método heurístico para obtener conocimiento, tanto proposicional como procedimental. Consiste en probar una alternativa y verificar si funciona. Si es así, se tiene una solución. En caso contrario —resultado erróneo— se intenta una alternativa diferente.
- Orientado a soluciones: no se intenta descubrir por qué funciona una solución. Solo se aspira a lograrla.
- Problema específico: no se trata de generalizar soluciones a otros problemas.
- No óptimo: se enfoca a encontrar solo una solución: no todas, ni la mejor.
- Necesidad de conocimiento mínimo: procede en temas en los que el conocimiento en la materia, disciplina o especialidad es exiguo o nulo, por ejemplo en una investigación científica.
- Costoso: se requieren diversos medios para realizarse, pero no siempre es seguro un resultado positivo.

## Algunas aplicaciones

### Farmacología
Tradicionalmente, ensayo y error ha sido el método principal de obtención de nuevos medicamentos (fármacos como los antibióticos, por ejemplo). Los químicos solo prueban sustancias químicas al azar, hasta que encuentran una que aporta el efecto deseado.

### Método científico
El método científico usa el ensayo y error en su formulación de hipótesis ya que, por definición, una hipótesis es solo una conjetura sujeta a verificación, es decir, que NO siempre es verdadera. La diferencia con una aplicación "ingenua" del método, es que los científicos seleccionan solo un conjunto reducido de alternativas a ensayar sobre la base de sus conocimientos previos del tema. El método no está dirigido a la resolución "ciega" de un problema, sino a la identificación de la explicación o causa correcta de un proceso mediante un ensayo ceteris paribus.
pudiendo ser el objetivo directo la resolución de un problema a través del método más eficiente o la mejor solución según el caso (es más óptimo).

### Ciencias de la información
En muchos otros métodos de búsqueda de información también se aplica la idea básica de ensayo y error. Un ejemplo de método informático en el que se emplea la técnica de ensayo y error es el método Bogosort, usado en la ordenación de listas.